# Amenhotep III en serpentinita
La estatuilla de Amenhotep III de pie en serpentinita es una antigua estatua egipcia acéfala representando al faraón Amenhotep III (1388–1350 a. C. aprox.) de la XVIII dinastía egipcia. Originariamente en la colección del abogado, egiptólogo aficionado y financiero Theodore Davis, a la muerte de este, en 1915, fue adquirida por el Museo Metropolitano de Arte de Nueva York.
Las estatuas y pinturas de Amenhotep III atribuibles a la fase final de su reinado y vida, especialmente las dedicadas a las celebraciones de los jubileos Heb Sed (desde el trigésimo aniversario de la subida al trono en adelante), lo representan como un hombre decididamente gordo: se trataba de un verismo en la figura soberana inédito en el arte egipcio y que desembocará en el exagerado naturalismo amarniano. Su momia revela que en sus últimos años Amenhotep sufrió de artritis y obesidad.
La figura del rey, privada ahora de cabeza, está estabilizada por un pilar dorsal en forma de pilar Dyed, simbolizando precisamente la estabilidad, y la inscripción jeroglífica que lo recorre menciona al dios supremo tebano Amón-Ra. Es así pues probable que tal obra se encontrara originariamente en Tebas, si bien su procedencia es incierta. 
El rey viste, sobre una larga túnica con flecos en la orla, un amplio y fino manto plisado, el kalasiris, que le cubre el brazo izquierdo; las telas ceñidas subrayan su gordura. El realismo de la representación del faraón es un elemento de gran novedad.
Existe constancia de que Amenhotep III, había establecido un cierto culto a Atón, que  se ve reflejado en los sellos reales que empleaba el faraón, o en la documentación de la época. Una estela de Amarna muestra a Amenhotep III y a la reina Tiyi, recibiendo ofrendas alimentarias en un banquete bajos los rayos de Atón.

## La estatuilla

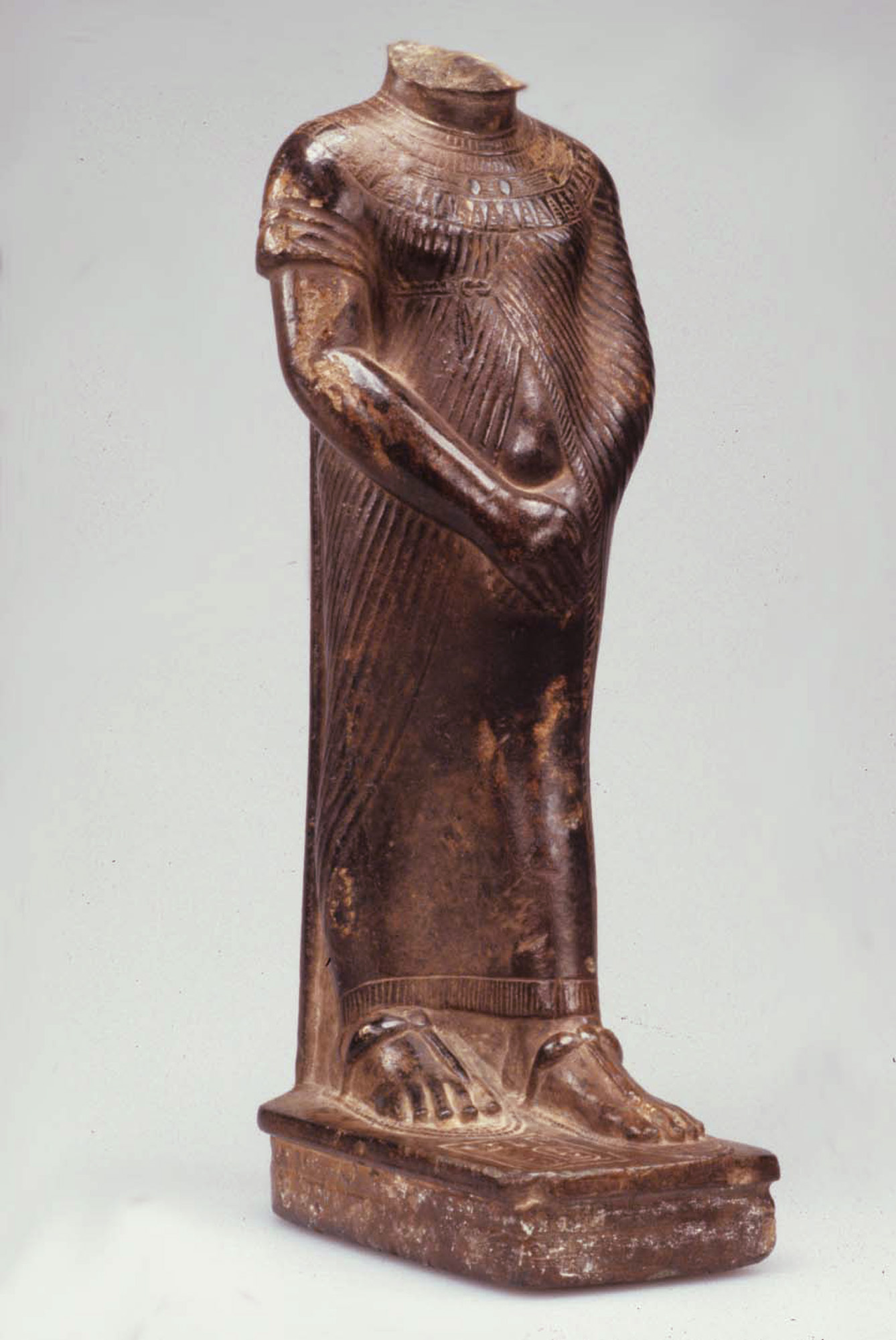
Vista de tres cuartos.
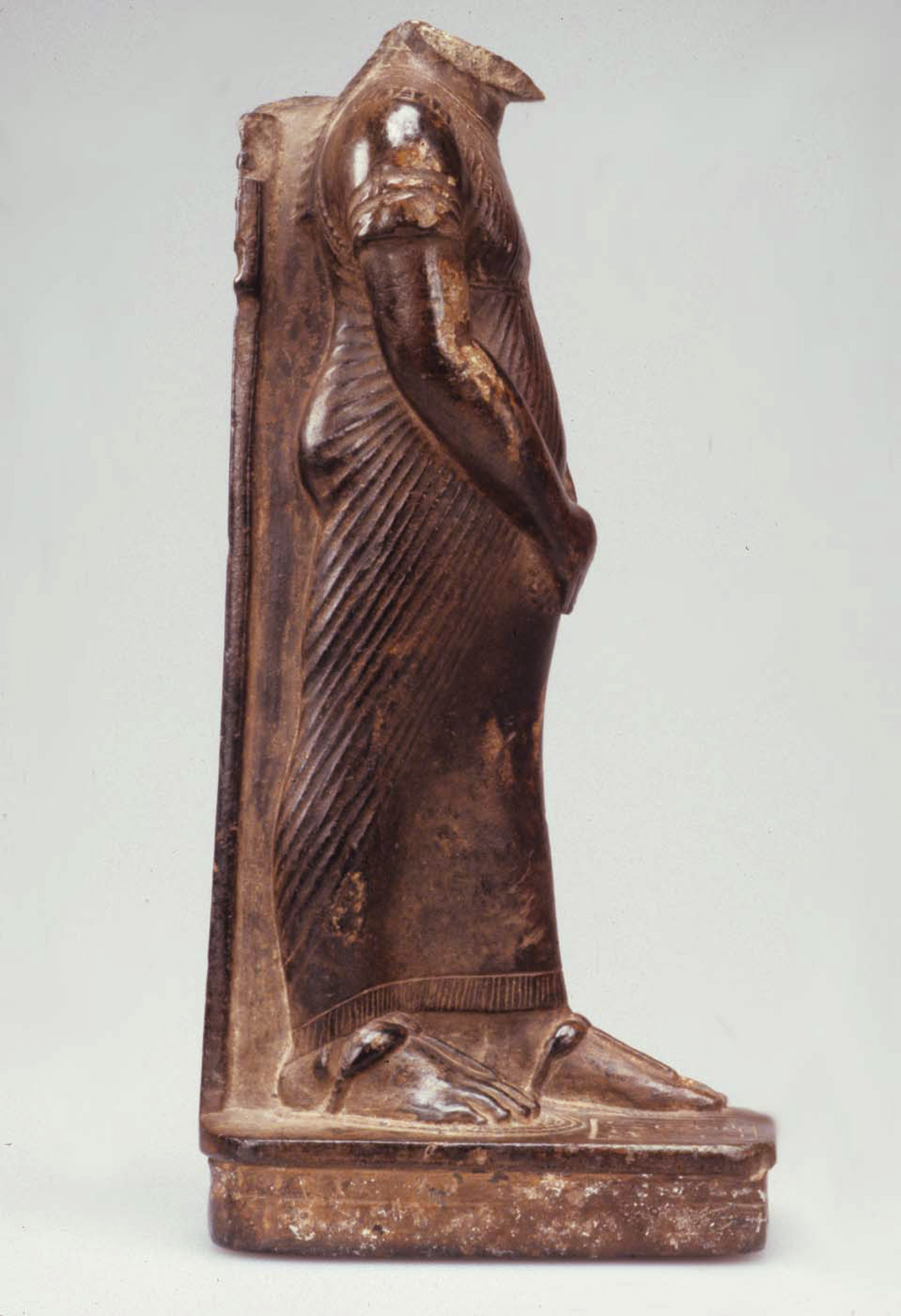
Perfil derecho.
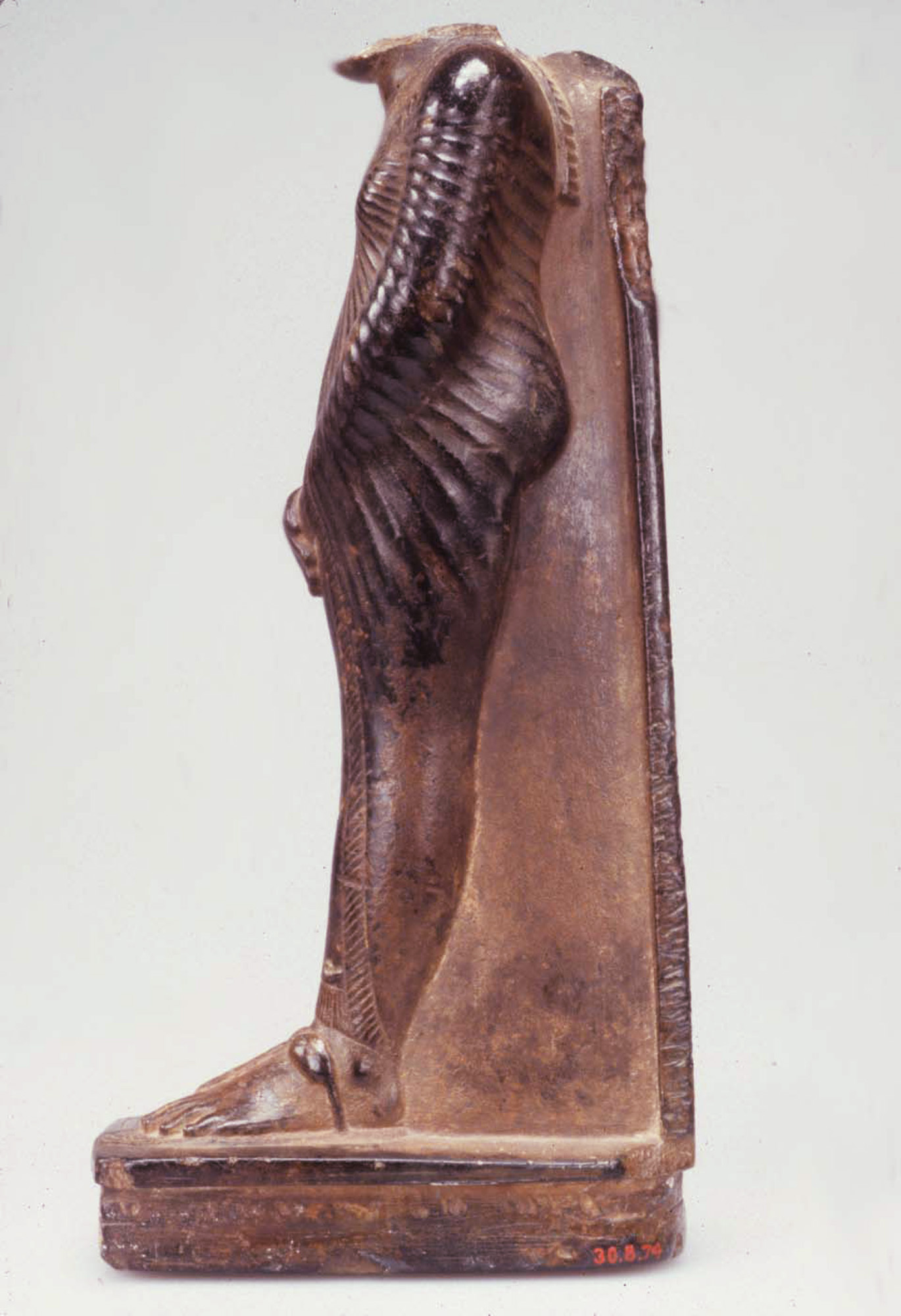
Perfil izquierdo.
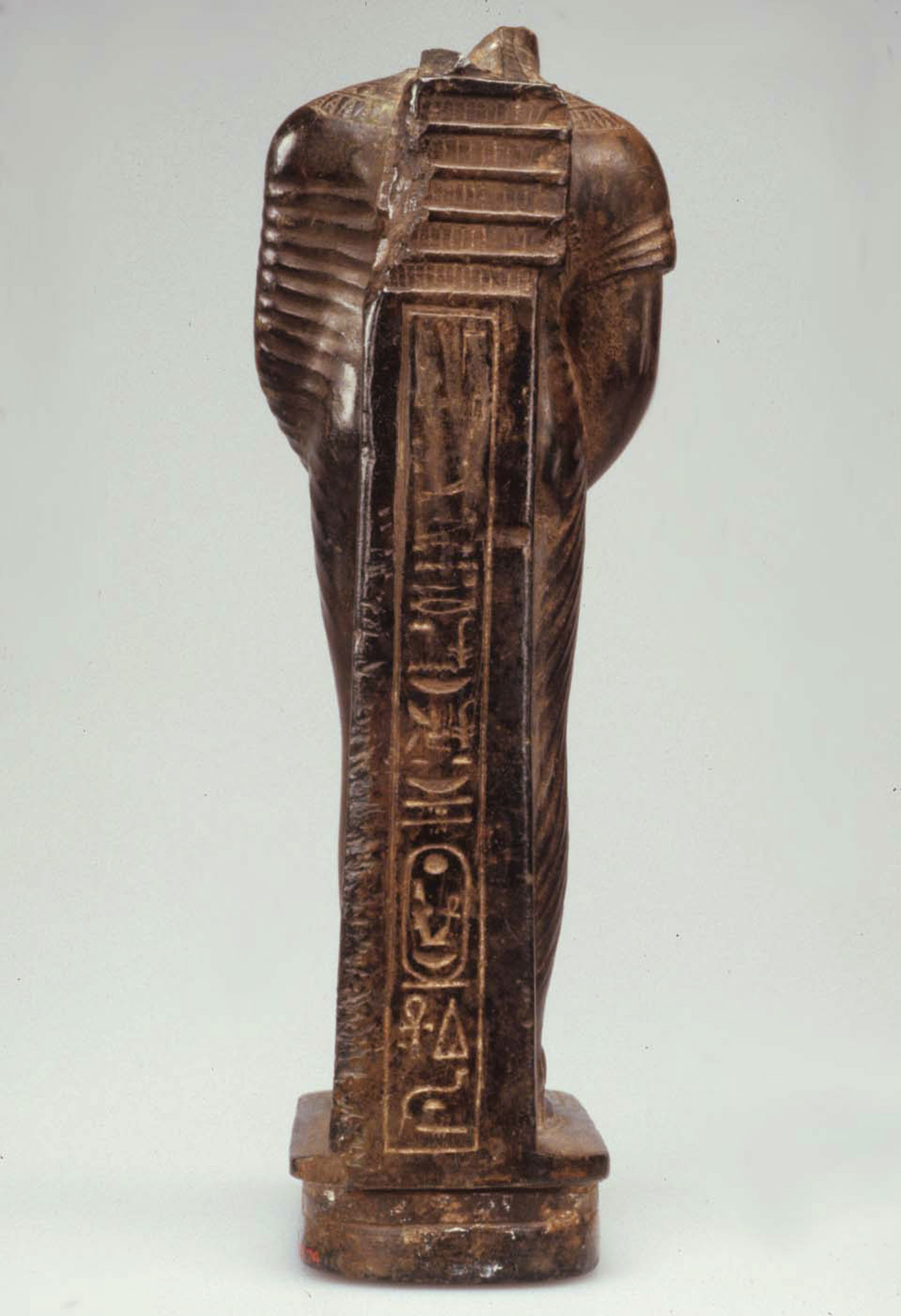
Parte posterior.